# Frauenliebe und -leben

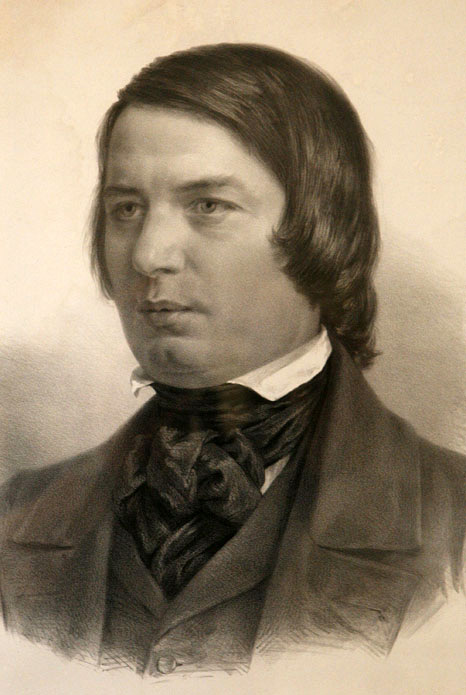
Robert Schumann

Frauenleben und -Lieben op. 42 is een in 1840 door Robert Schumann gecomponeerde liederencyclus.

## De cyclus
De cyclus is bedoeld voor de middenstem en piano naar gedichten uit de in 1830 verschenen gelijknamige uitgave van Adalbert von Chamisso(1781-1838).
Chamisso schreef negen gedichten waarvan Schumann alleen de eerste acht vertolkte. In druk verscheen de uitgave in 1843. Schumann vertolkte niet de laatste strofe van het tweede vers Er, der herrlichste von allen met de plotselinge stemmingswisseling. Ook zette hij zich niet aan het negende gedicht Tochter meiner Tochter, dat zich wendt tot de inmiddels op leeftijd gekomen kleindochter van de protagonist. De cyclus verscheen in 1843 bij Friedrich Whistling te Leipzig.
De gedichtencyclus van von Chamisso kan als een negentiende-eeuws pamflet opgevat worden over wezen en bestemming van de vrouw, zij het bepaald niet in feministische zin. De verzen weerspiegelen de levensloop van de vrouw na de verloren onschuld van de kindertijd en de extatische kennismaking met de liefde, waarbij de aanbedene welhaast de proporties aanneemt van een Apollo, welke zij zichzelf niet waard acht en voor wie zij zich hoogstens als een dienstbaar verlengstuk ziet. Dat is haar hoogste geluk. En later in haar moederschap ziet zij in haar kind op de eerste plaats weer zijn beeltenis. Zijn sterven is de eerste keer dat zij zich door haar geliefde pijn gedaan voelt. Trouw en toewijding als hoogste vrouwelijke deugden in deze Biedermeierperiode. Door de vertolking van Schumann heeft de cyclus van von Chamisso een brede verspreiding gekregen.
Schumanns keuze van juist deze gedichten vindt waarschijnlijk zijn grond in zijn persoonlijk leven. Zijn hofmakerij van Clara Wieck, (1819-1896) de dochter van zijn vroegere pianoleraar vond geen genade bij haar vader Friedrich Wieck (1785-1873) en toestemming tot trouwen moest in 1840 via de wet afgedwongen worden. Het is niet goed voorstelbaar dat Schumann het beeld dat uit de cyclus van von Chamisso oprijst, in 1840 geprojecteerd zou hebben op de getalenteerde Clara, die overigens wel tien jaar jonger was. Later in hun huwelijk heeft Schumann wel een eerder beperkende dan stimulerende rol uitgeoefend op haar ontwikkeling als pianiste en componiste. Het monument op het eregraf op de Alter Friedhof in Bonn waarin zij als muze aan de voeten van haar echtgenoot rust, lijkt de perfecte illustratie te zijn van de liederencyclus Frauenleben und –Lieben.
Schumann schreef in zijn huwelijksjaar 1840 talrijke liederen en ook drie liederencycli, waaronder Dichterliebe op. 48. Frauenleben und- Lieben kenmerkt zich door een opmerkelijke onafhankelijkheid van de pianopartij ten opzichte van de stem. In tegenstelling tot het ideaal van Schubert streefde Schumann er naar de piano de stemming van het lied in zijn totaliteit weer te geven. Opvallend is eveneens de circulaire structuur van de cyclus, waarin de laatste sectie het thema van het eerste deel herhaalt.

## Liederen
| 1. Seit ich ihn gesehen Seit ich ihn gesehen, Glaub ich blind zu sein; Wo ich hin nur blicke, Seh ich ihn allein; Wie im wachen Traume Schwebt sein Bild mir vor, Taucht aus tiefstem Dunkel, Heller nur empor. Sonst ist licht- und farblos Alles um mich her, Nach der Schwestern Spiele Nicht begehr ich mehr, Möchte lieber weinen, Still im Kämmerlein; Seit ich ihn gesehen, Glaub ich blind zu sein | Sinds ik hem heb gezien, Lijk ik blind te zijn; Waar mijn blik ook rust, Zie ik hem alleen; Als in wakend dromen Zie zijn gezicht, Rijst uit ‘t diepste donker Feller nog belicht. Grijs en grauw is verder Alles rondom mij, Met mijn zusters spelen Maakt mij niet meer blij, Liever zou ik huilen In mijn kamer zijn; Sinds ik hem heb gezien, Lijk ik blind te zijn. |

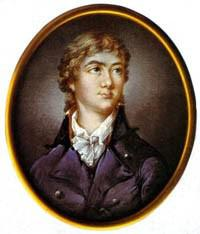
Adalbert von Chamisso(1781-1838)

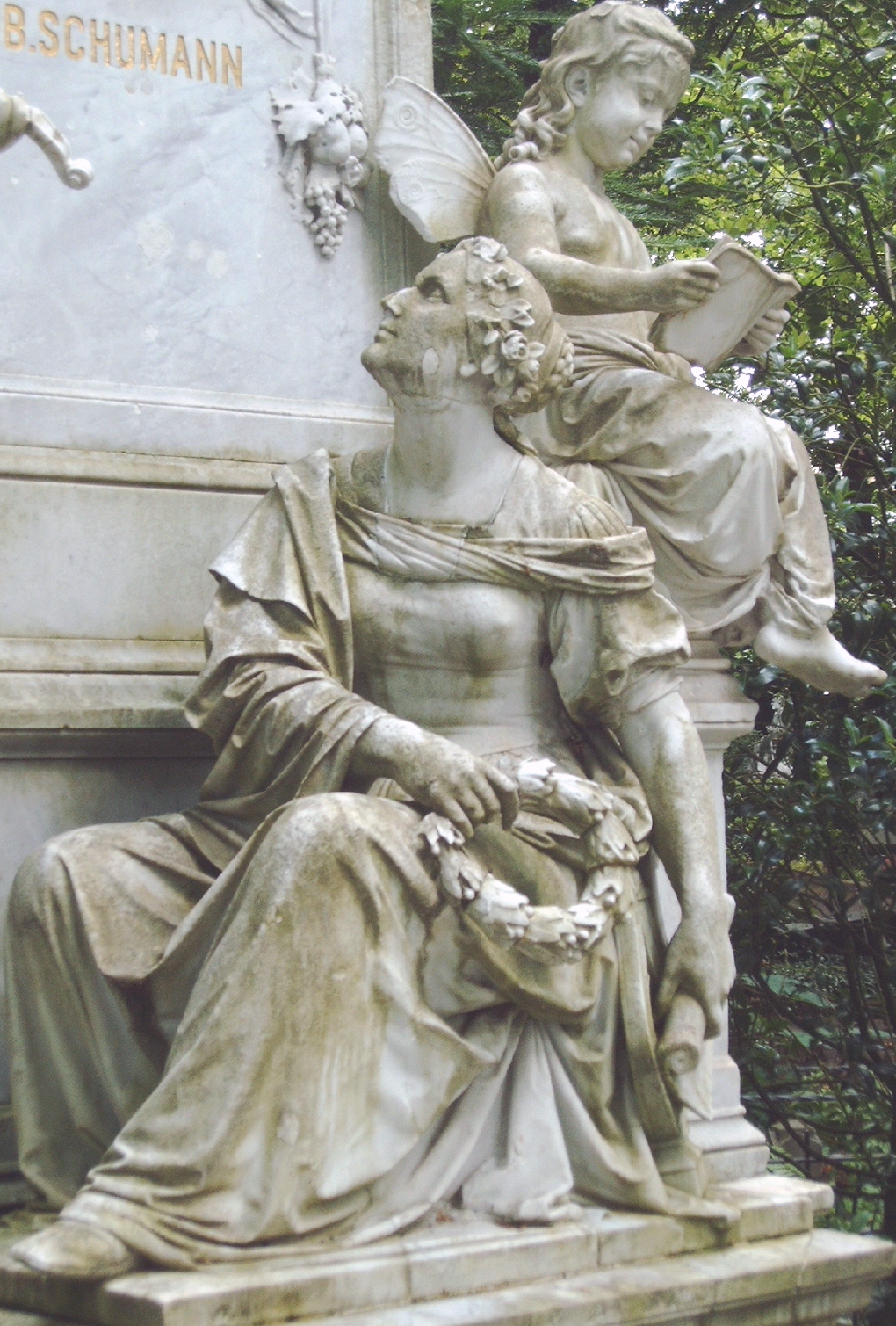
Monument op het eregraf op de Alter Friedhof in Bonn: Clara Schumann als muze aan de voeten van haar echtgenoot

| 2. Er, der Herrlichste von allen Er, der Herrlichste von allen, Wie so milde, wie so gut! Holde Lippen, klares Auge, Heller Sinn und fester Mut. So wie dort in blauer Tiefe, Hell und herrlich, jener Stern, Also er an meinem Himmel, Hell und herrlich, hehr und fern. Wandle, wandle deine Bahnen, Nur betrachten deinen Schein, Nur in Demut ihn betrachten, Selig nur und traurig sein! Höre nicht mein stilles Beten, Deinem Glücke nur geweiht; Darfst mich niedre Magd nicht kennen, Hoher Stern der Herrlichkeit! Nur die Würdigste von allen Darf beglücken deine Wahl, Und ich will die Hohe segnen, [Segnen]3viele tausendmal. Will mich freuen dann und weinen, Selig, selig bin ich dann; Sollte mir das Herz auch brechen, Brich, o Herz, was liegt daran? | Hij, de heerlijkste van allen, O zo vriendelijk, zo goed! Lieve lippen, heldere ogen, Open geest en fier gemoed. Ginds in het blauwe oneindige Licht en stralend als een ster, Staat hij ook zo aan mijn hemel, Hoog verheven, licht en ver. Ga maar, ga maar je eigen wegen, Slechts voor mij je heldere schijn, Slechts deemoedig naar jou kijken, Zalig als wel treurig te zijn! Luister maar niet naar mijn bidden, Jouw geluk alleen gewijd; Mag mij, simpel kind, niet kennen, Hoge ster van heerlijkheid. Slechts de waardigste van allen Is gegund ‘t gelukkig lot, Haar gun ik vooral mijn zegen, Zij is zijn voorkeur per slot. Zal verheugd zijn en gaan wenen, Zo gelukkig als een bruid; En al zal mijn hart ook breken, Breek, o hart, wat maakt het uit! |
| 3. Ich kann's nicht fassen, nicht glauben Ich kann's nicht fassen, nicht glauben, Es hat ein Traum mich berückt; Wie hätt er doch unter allen Mich Arme erhöht und beglückt? Mir war's, er habe gesprochen: "Ich bin auf ewig dein," Mir war's - ich träume noch immer, Es kann ja nimmer so sein. O laß im Traume mich sterben, Gewieget an seiner Brust, Den seligsten Tod mich schlürfen In Tränen unendlicher Lust. | Ik kan ’t niet vatten, niet geloven, Een droom heeft mij misleid; Hoe heeft hij toch onder allen Ach arm, mij vereerd en verblijd? Alsof hij had echt gesproken: “Jij bent voor eeuwig mijn” Ik dacht - ik droom nog immer, Dat kan heus nimmer zo zijn. O laat mij dromend maar sterven Al wiegende zacht aan zijn borst, De zaligste dood inslurpen In tranen van eindeloze dorst. |
| 4. Du Ring an meinem Finger Du Ring an meinem Finger, Mein goldenes Ringelein, Ich drücke dich fromm an die Lippen, Dich fromm an das Herze mein. Ich hatt ihn ausgeträumet, Der Kindheit friedlich schönen Traum, Ich fand allein mich, verloren Im öden, unendlichen Raum. Du Ring an meinem Finger Da hast du mich erst belehrt, Hast meinem Blick erschlossen Des Lebens unendlichen, tiefen Wert. Ich will ihm dienen, ihm leben, Ihm angehören ganz, Hin selber mich geben und finden Verklärt mich in seinem Glanz. Du Ring an meinem Finger, Mein goldenes Ringelein, Ich drücke dich fromm an die Lippen Dich fromm an das Herze mein. | Jij ring hier aan mijn vinger, Mijn goudgele hartendief, Ik druk je vroom aan mijn lippen, Geheel mijn hart heeft je lief. Ik ben klaar met mijn dromen, De vredige droom der kindertijd. En trof mijzelf aan, verloren In uitzichtloze eenzaamheid. Jij ring hier aan mijn vinger, Jij hebt mij voor ‘t eerst geleerd, Jij hebt mijn blik geopend Dat slechts met je hart je het leven eert. Ik wil hem dienen, voor ’t leven, Hem toebehoren geheel, Mijzelf aan hem geven en glanzen Door zijn licht als een juweel. Jij ring hier aan mijn vinger, Mijn goudgele hartendief, Ik druk je devoot aan mijn lippen, Geheel mijn hart heeft je lief. |
| 5. Helft mir, ihr Schwestern Helft mir, ihr Schwestern, Freundlich mich schmücken, Dient der Glücklichen heute mir, Windet geschäftig Mir um die Stirne Noch der blühenden Myrte Zier. Als ich befriedigt, Freudigen Herzens, Sonst dem Geliebten im Arme lag, Immer noch rief er, Sehnsucht im Herzen, Ungeduldig den heutigen Tag. Helft mir, ihr Schwestern, Helft mir verscheuchen Eine törichte Bangigkeit, Daß ich mit klarem Aug ihn empfange, Ihn, die Quelle der Freudigkeit. Bist, mein Geliebter, Du mir erschienen, Giebst du mir, Sonne, deinen Schein? Laß mich in Andacht, Laß mich in Demut, Laß mich verneigen dem Herren mein. Streuet ihm, Schwestern, Streuet ihm Blumen, Bringet ihm knospende Rosen dar, Aber euch, Schwestern, Grüß ich mit Wehmut Freudig scheidend aus eurer Schar. | Help mij, o zusters, Mij mooi te maken, Help mij kiezen mijn mooiste jak. Wind mij nu kunstig Rondom mijn voorhoofd Nog de bloei van de maretak. Als ik tevreden, Zalig van harte, wel in de arm van mijn liefste lag, Altijd weer riep hij, Vurig verlangend, Ongeduldig naar die grote dag. Help mij, o zusters, Help mij verdrijven Een gevoel de hele tijd Dat ik toch in vrede Hem kan ontvangen, Hem, de bron van mijn zaligheid. Ben je, mijn liefste, Aan mij verschenen, Schijn jij dan, zon, nu op mij neer? Laat mij met aandacht, Laat mij in deemoed Laat mij neerbuigen voor jou, mijn heer. Strooi voor hem, zusters, Strooi voor hem bloemen, Reik hem ontluikende rozen aan, Maar jullie, zusters, Groet ik met weemoed, Ga toch blij van jullie vandaan. |
| 6. Süßer Freund, du blickest Süßer Freund, du blickest Mich verwundert an, Kannst es nicht begreifen, Wie ich weinen kann; Laß der feuchten Perlen Ungewohnte Zier Freudig hell erzittern In dem Auge mir. Wie so bang mein Busen, Wie so wonnevoll! Wüßt ich nur mit Worten, Wie ich's sagen soll; Komm und birg dein Antlitz Hier an meiner Brust, Will in's Ohr dir flüstern Alle meine Lust. Hab' ob manchen Zeichen Mutter schon gefragt, Hat die gute Mutter Alles mir gesagt, Hat mich unterwiesen, Wie, nach allem Schein, Bald für eine Wiege Muß gesorget sein. Weißt du nun die Tränen, Die ich weinen kann? Sollst du nicht sie sehen, Du geliebter Mann? Bleib an meinem Herzen, Fühle dessen Schlag, Daß ich fest und fester Nur dich drücken mag. Hier an meinem Bette Hat die Wiege Raum, Wo sie still verberge Meinen holden Traum; Kommen wird der Morgen, Wo der Traum erwacht, Und daraus dein Bildnis Mir entgegen lacht. | Lieve vriend, wat kijk je Mij verwonderd aan, Kun je niet begrijpen, Hoe ik schreien kan; Laat die natte parels Blij op mijn manier Vreugdevol toch glinsteren Aan mijn wimpers hier. Zo bang als mijn hart is, Zo vol vreugdegloed! Vond ik maar de woorden, Hoe ik het zeggen moet; Kom en verberg je gelaat Maar hier aan mijn borst, Zal je in ‘t oor fluisteren Wat ik eerst niet dorst. Heb al menig teken Moeder voorgelegd, En mijn goede moeder Heeft mij het gezegd, Heeft mij onderwezen, Dat, naar alle schijn, Spoedig er een wiegje Klaar zal moeten zijn. Snap je nu de tranen, Die ik schreien kan, Die behoor je te zien, Jij geliefde man; Luister naar mijn hartslag, Hoor maar hoe het slaat, Dat ik jou goed vast houd Nooit jou meer verlaat. Hier aan deze bedrand, Wordt de wieg een troon, Daar moet in vertoeven Mijn zo lieve droom; Komen zal de morgen, Dat de droom ontwaakt, En daaruit jouw beeltenis Naar mij kreetjes slaakt. |
| 7. An meinem Herzen, an meiner Brust An meinem Herzen, an meiner Brust, Du meine Wonne, du meine Lust! Das Glück ist die Liebe, die Lieb ist das Glück, Ich hab's gesagt und nehm's nicht zurück. Hab überschwenglich mich geschätzt Bin überglücklich aber jetzt. Nur die da säugt, nur die da liebt Das Kind, dem sie die Nahrung giebt; Nur eine Mutter weiß allein Was lieben heißt und glücklich sein. O, wie bedaur' ich doch den Mann, Der Mutterglück nicht fühlen kann! Du lieber, lieber Engel, Du schauest mich an und lächelst dazu! An meinem Herzen, an meiner Brust, Du meine Wonne, du meine Lust! | Hier in mijn armen, hier aan mijn borst, Jij mijn verrukking, mijn levensdorst! Geluk is de liefde, de liefde is geluk, Ik heb ‘t gezegd en neem ‘t niet terug. ‘t Was buitensporig naar ik dacht, Nu overgelukkig onverwacht. Slechts zij die zoogt, slechts zij die mint Het kind, dat bij haar voeding vindt. Alleen een moeder weet pas echt Wat liefde is en geluk zegt. O hoe beklaag ik toch de man, Die moedergeluk niet voelen kan. Jij lieve, lieve Engel, Jij kijkt mij aan en glimlacht daarbij, Hier mijn armen, hier aan mijn borst, Jij mijn verrukking, mijn levensdorst. |
| 8. Nun hast du mir den ersten Schmerz getan Nun hast du mir den ersten Schmerz getan, Der aber traf. Du schläfst, du harter, unbarmherz'ger Mann, Den Todesschlaf. Es blicket die Verlaßne vor sich hin, Die Welt is leer. Geliebet hab ich und gelebt, ich bin Nicht lebend mehr. Ich zieh mich in mein Innres still zurück, Der Schleier fällt, Da hab ich dich und mein verlornes Glück, Du meine Welt! | Nu heb je mij voor ’t eerst verdriet gedaan, Gebracht in nood. Je slaapt, jij harde, onbarmhartige man, De slaap des doods. Verlaten staar ik als blind voor mij uit, Leven doet zeer. Ik heb lief gehad en geleefd, ik ben Niet levend meer. Ik trek mij in mijn binnenste terug, Kom sluier, val, Daar leef ik met jou, mijn vergaan geluk, Jij, mijn heelal! Vertaling August Agasi, 2021 |